# Deutsche Demokratische Legion

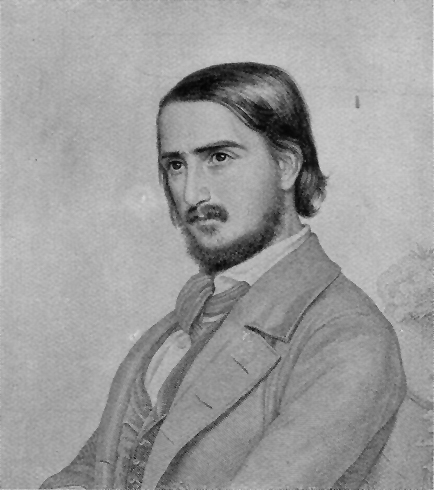
Georg Herwegh, Kupferstich nach Ölbild von Conrad Hitz (1798–1866) von Carl Arnold Gonzenbach (1806–1885).

Die Deutsche Demokratische Legion war eine aus exilierten deutschen Handwerkern und anderen Emigranten in Paris gebildete Freiwilligeneinheit unter Führung des sozialistischen Dichters Georg Herwegh, die sich zu Beginn der Deutschen Revolution von 1848/1849 ins Großherzogtum Baden aufmachte, um den radikaldemokratischen Heckeraufstand gegen die badische Regierung zu unterstützen. Eine Woche nach der militärischen Niederlage des Heckerzugs wurde auch die Deutsche Demokratische Legion am 27. April 1848 von württembergischen Truppen im Gefecht bei Dossenbach geschlagen und aufgerieben.

## Aufstellung
Adelbert von Bornstedt, ehemaliger preußischer Offizier und Herausgeber einer deutschen Exilzeitung, hatte die Deutsche Demokratische Gesellschaft in Paris gegründet, deren Präsident Georg Herwegh wurde. Nach Beginn der Revolution beschloss die Gesellschaft, eine Freiwilligentruppe zur Unterstützung der Revolution in den deutschen Staaten aufzustellen.

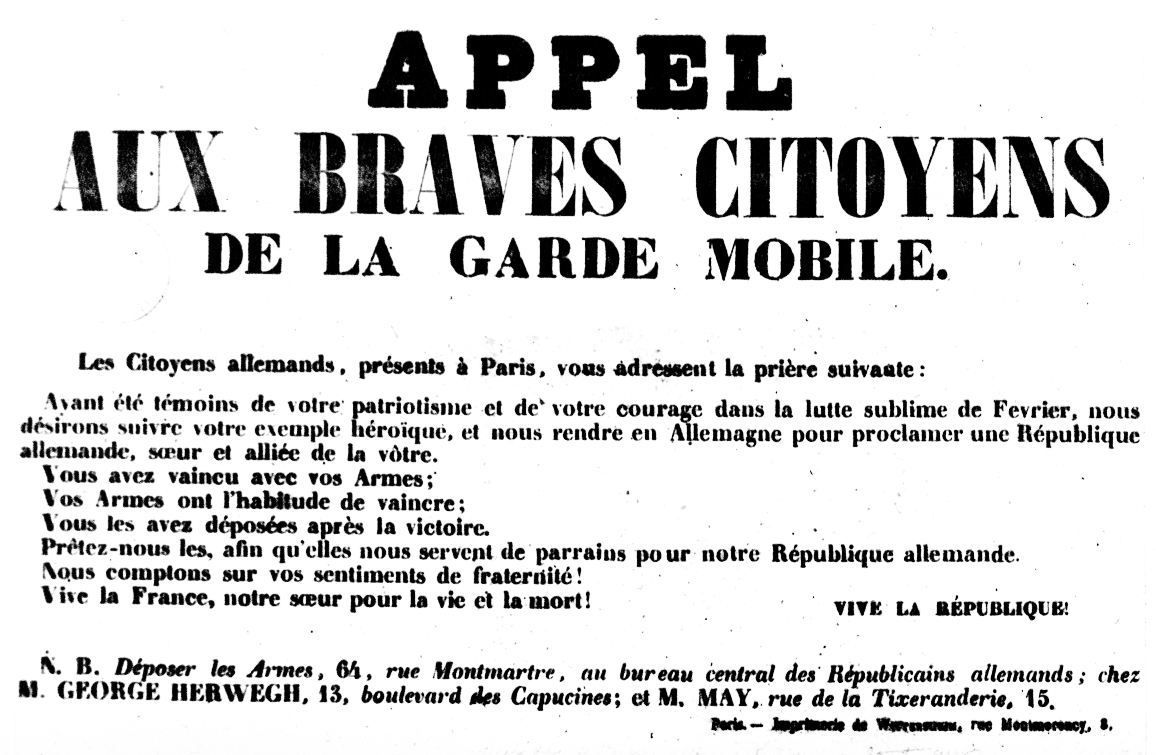
Aufruf der Deutschen Demokratischen Gesellschaft an die tapferen Bürger der Garde mobile in Paris, ihre nun nicht mehr benötigten Waffen zum Kampf für eine deutsche Republik zur Verfügung zu stellen. Abzugeben bitte im Zentralbüro der deutschen Republikaner bei George Herwegh.

Für diesen Plan warben die Initiatoren bei der provisorischen französischen Regierung und in der Öffentlichkeit um Unterstützung. Mit Plakaten baten sie um Waffenspenden.
Die Legion rekrutierte sich aus in Paris lebenden deutschen Handwerkern und Arbeitern. Sie umfasste etwa 800 bis 1.000 Mann. Darunter waren neben Deutschen auch etliche Franzosen. Eingeteilt war sie in vier Bataillone. Ehemalige preußische Offiziere wie Otto von Corvin-Wiersbitzki oder Moritz Wilhelm von Löwenfels drillten die Freiwilligen.
Bereits am 24. März 1848 marschierte eine erste Kolonne der Truppe nach Straßburg ab, wo sie erst etwa 18 Tage später eintraf. Die französische Regierung hatte zwar ihre Unterstützung zugesagt, aber nur etwa 5.000 Franc zur Verfügung gestellt. Daher war die Ausrüstung der Legion eher kläglich. Neben 250 Gewehren und 50 Pistolen führten die Männer auch 150 Sensen mit.

## Wartezeit im Elsass
Vor Beginn des Heckerzuges nahmen Herwegh und andere Kontakt mit Joseph Fickler auf und boten die Unterstützung der Legion für eine republikanische Erhebung in Baden an. Emma Herwegh reiste als Kundschafterin nach Baden. Friedrich Hecker zeigte sich bei dem Treffen wenig begeistert, sagte aber zu, mitzuteilen, wann und wo sich die Legion mit seinen Anhängern vereinigen sollte. Auf diese Nachricht warteten Herwegh und die Legionäre vergeblich. Es folgte später ein weiteres Treffen, das nun einen Treffpunkt nannte.
Auch die Regierung in Paris drängte die Truppe zum Handeln, weil sie die revolutionären Elemente loswerden wollte.

## Marsch durch Südwestdeutschland

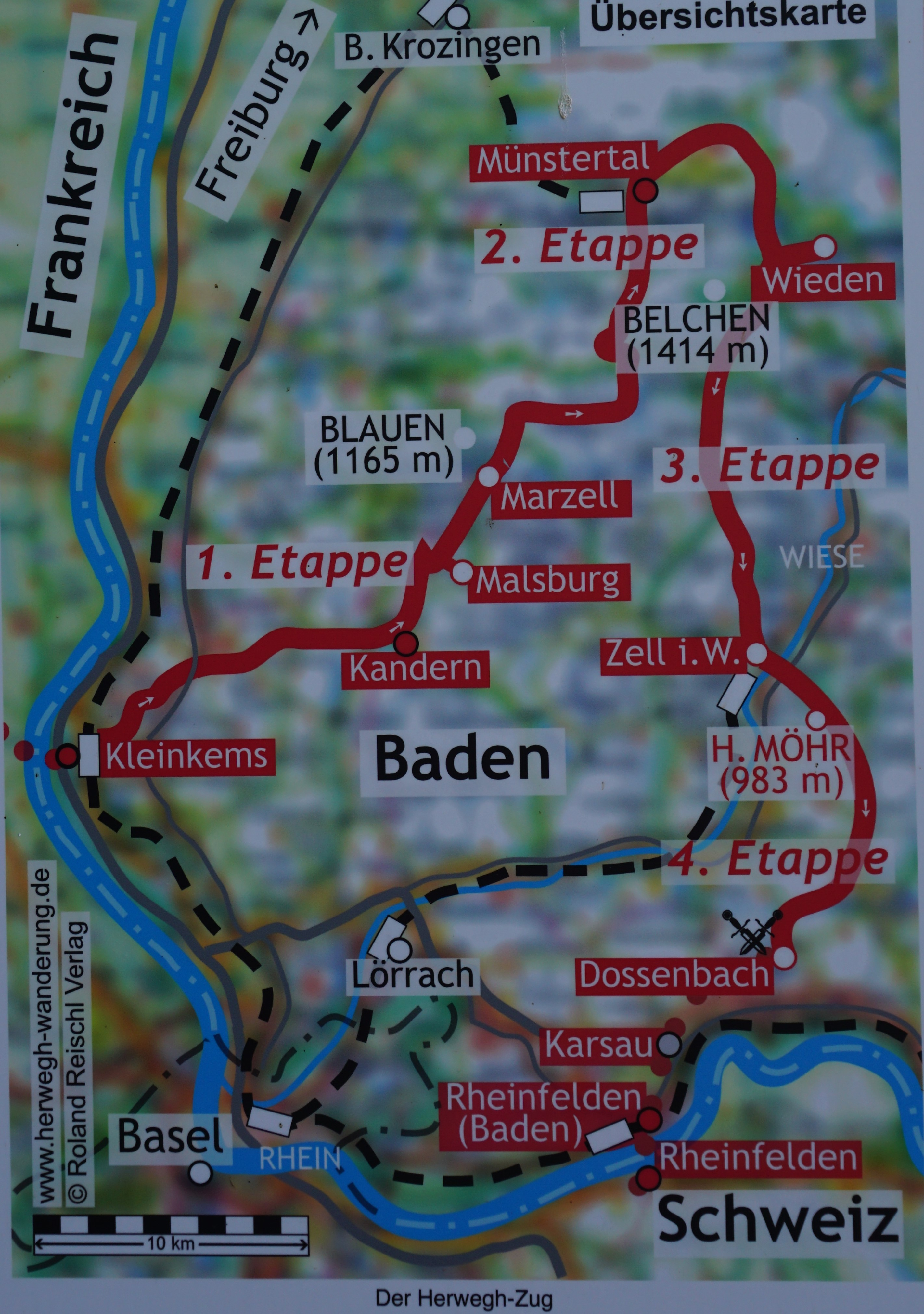
Marschroute der Legion in Deutschland

Die Legion überschritt in der Nacht vom 23. auf den 24. April den Rhein bei Kembs. Von dort ging der Marsch nach Kandern, und von da nach einer kurzen Rast nach Wieden. Als die Pariser deutsche Legion nach einem ermüdenden Marsche am 25. daselbst eingerückt war, erfuhr sie, daß sich Sigel bereits zurückgezogen habe und Freiburg im Besitze der fürstlichen Truppen sei.
Den Männern war bald klar, dass sie auf sich allein gestellt keine Chance hatten und sie versuchten, sich in die Schweiz zurückzuziehen. Nach einem mehrtägigen Marsch traf die Legion am 27. April 1848 bei Schopfheim auf eine Kompanie der württembergischen Armee unter dem Hauptmann Friedrich von Lipp. In einem Gefecht bei Dossenbach schlugen die regulären Truppen die Legion trotz deren zahlenmäßiger Überlegenheit vernichtend. Etwa 30 Legionäre fielen und über 300 wurden gefangen genommen. Unter ihnen war auch Adelbert von Bornstedt. Georg Herwegh konnte mit seiner Frau in die Schweiz entkommen. Über seine angeblich übereilte Flucht entstanden zahlreiche Karikaturen und Spottlieder. Bornstedt wurde 1849 wegen Hochverrats zu einem Jahr Einzelhaft verurteilt.